# Banki (Uttar Pradesh)
Banki – miasto w północnych Indiach w stanie Uttar Pradesh, na Nizinie Hindustańskiej.
Populacja miasta w 2001 roku wynosiła 16 997 mieszkańców.